# ノルトライン＝ヴェストファーレン州

ノルトライン＝ヴェストファーレン州
Land Nordrhein-Westfalen

| ノルトライン＝ヴェストファーレン州の旗 | ノルトライン＝ヴェストファーレン州の紋章                                                    |
| -------------------------------------- | ------------------------------------------------------------------------------------------- |
| 州旗                                   | 州の紋章                                                                                    |
| 州歌                                   | Lied für NRW（ドイツ語） ここはライン川とルール地方、そしてヴェストファーレンでは（英語版） |

| 州都                            | デュッセルドルフ                                    |
| 面積                            | 34,082.76 km² （第4位）                             |
| 人口 - 総計 - 人口密度          | （2018/12/31） 17,932,651 人 （第1位） 526.2 人/km² |
| ISO 3166-2:DE                   | DE-NW                                               |
| 公式サイト                      | ノルトライン＝ヴェストファーレン州政府              |
| 政 治                           |                                                     |
| 州首相                          | ヘンドリック・ブスト                                |
| 与党                            | CDU・緑の党連立                                     |
| 前回選挙                        | 2022年5月15日                                       |
| 次回選挙                        | 2027年5月15日                                       |
| 連邦参議院（上院） での投票権数 | 6                                                   |
| 地 方                           |                                                     |
| 市町村数 * 独立市               | 396 23                                              |

ノルトライン＝ヴェストファーレン州（ノルトライン＝ヴェストファーレンしゅう、標準ドイツ語:Nordrhein-Westfalen [ˌnɔrtraɪ̯nvɛstˈfaːlən] ( 音声ファイル), 低ザクセン語:Noordrhien-Westfalen）は、ドイツの16ある連邦州の一つである。
州別で見ると人口は国内第1位である。ヨーロッパを代表する工業地帯であるルール地方は州の西部に位置し、これまでドイツ（西ドイツ）経済を牽引してきた。ドイツ全体で13ある人口50万人以上の都市の内、4つがこの州に集まる。州都デュッセルドルフをはじめ、ケルン、ドルトムント、エッセンがそれである。また、西ドイツの首都であったボンも州内にある。

## 州名
州名は、北部（Nord＝ノルト）ラインラント地方とヴェストファーレン地方との合成名である。州の西部が北ラインラント地方、東部がヴェストファーレン地方（英語名からウェストファリア地方とも呼ばれる）である。
州の名が長いので、NRW州と略されることもある。

## 地理
西はオランダ、南西はベルギー、南はラインラント＝プファルツ州、南東はヘッセン州、東と北はニーダーザクセン州と隣接する。
北部のヴェストファーレン地方の大部分はミュンスターラントと呼ばれ、見渡す限りの広大な平地のあちこちに多くの水の館が点在し、かつてのラインラントの北部にあたる西側は、アーヘンとボンを結ぶ線の北側がその中央部にライン川が流れる平地を成し、南側は中部高地の北端に位置するアイフェル山地につながる。
南東部は中部高地につながるベルギッシェス・ラントおよびザウアーラントを経てぼウェーザー川に沿った形でニーダーザクセン州と接している。
州の西部は、ライン川が南から北西へ流れ、その周囲に商工業地帯が発達している。州の北部を東西にリッペ川が流れ、ライン川に注ぐ。リッペ川の流域にはヴェストファーレン平野が広がる。

## 気候
気候的には大西洋の影響を強く受け、平均気温は平地で冬は氷点を少し上回る程度、夏は16 ℃から17 ℃、山岳部は標高に応じてこれより少し低い。降雨量は年間を通じてほぼ一定しており、平地で650 mmから800 mm、山岳部で1,000 mmから1,100 mmであるが、西部では1,200 mmを超える。

## 歴史
今日の州域は、ドイツ帝国時代は、プロイセン王国のライン州 (Rheinprovinz) 北部とヴェストファーレン州 (Provinz Westfalen)、そしてリッペ侯国 (Fürstentum Lippe) に分かれていた。

ライン州
ヴェストファーレン州
リッペ

第一次世界大戦・ドイツ革命後、各地の君主制が廃され、プロイセン王国はそのままプロイセン自由州（邦） (Freistaat Preußen) となった。ただし、ルール地方は1923年1月11日から1930年6月30日までフランスとベルギーの占領下にあった。リッペはリッペ自由州 (Freistaat Lippe) となった。
第二次世界大戦後、ラインラント州は北部がイギリスの、南部がフランスの占領地区となった。イギリスの軍政当局は、同様にイギリス占領地区となっていたヴェストファーレン州とラインラント州の北部を1946年8月23日に合併させて、ノルトライン＝ヴェストファーレン州を発足させた。さらに、イギリスが本部を設置していた小州のリッペを、1947年1月21日にノルトライン＝ヴェストファーレン州と合併した。リッペの合併については、1948年11月5日に州議会によって事後承認された。ドイツ最大のルール工業地帯を国際的な管理下に置こうとするソ連やフランスの目論見もあったが、イギリスはこの地にベルリンに対抗しうる経済的政治的な拠点を作るべく、かなり強引な形でこの州を創設した。1949年5月8日にドイツ連邦共和国基本法が可決し、その施行日の5月24日に、ノルトライン＝ヴェストファーレン州はドイツ（西ドイツ）の連邦州となった。
ちなみに、州都デュッセルドルフの近郊、エルクラート (Erkrath) 市とメットマン (Mettmann) 市の間にネアンデル谷もしくは ネアンデルタール (ドイツ語: Neandertal, 20世紀初頭までは Neanderthal)がある。デュッセル川 (Düssel, ライン川支流) にある小さな谷である。1856年、この谷でネアンデルタール人(Homo neanderthalensis) の化石が発見されたことで一躍有名になった。

## 政治

### 州議会

#### 2012年州議会選挙

州議会の政党別議席数（2012年現在）

州議会 (Landtag) の定数は181で、2012年5月13日に行われた前回選挙での政党別議席配分は以下の通りである （選挙制度の関係上超過議席が発生している）。社会民主党が2010年の選挙より支持を伸ばして32議席増の99議席を獲得した一方で、前回社会民主党と議席数が同じだったキリスト教民主同盟は議席を伸ばせず、ハンネローレ・クラフト率いる社会民主党が、同盟90/緑の党との連立政権を維持した。また、ドイツ海賊党が初めて議席を獲得する一方で、2010年の選挙ではじめて11議席を獲得して州議会に登場した左翼党は、今回は得票が5％に届かず、議席を失った。
- ドイツ社会民主党 (SPD) 99議席
- ドイツキリスト教民主同盟 (CDU) 67議席
- 同盟90/緑の党 (GRÜNE) 29議席
- 自由民主党 (FDP) 22議席
- ドイツ海賊党(Piraten) 20議席

#### 2017年州議会選挙

州議会の政党別議席数（2017年現在）

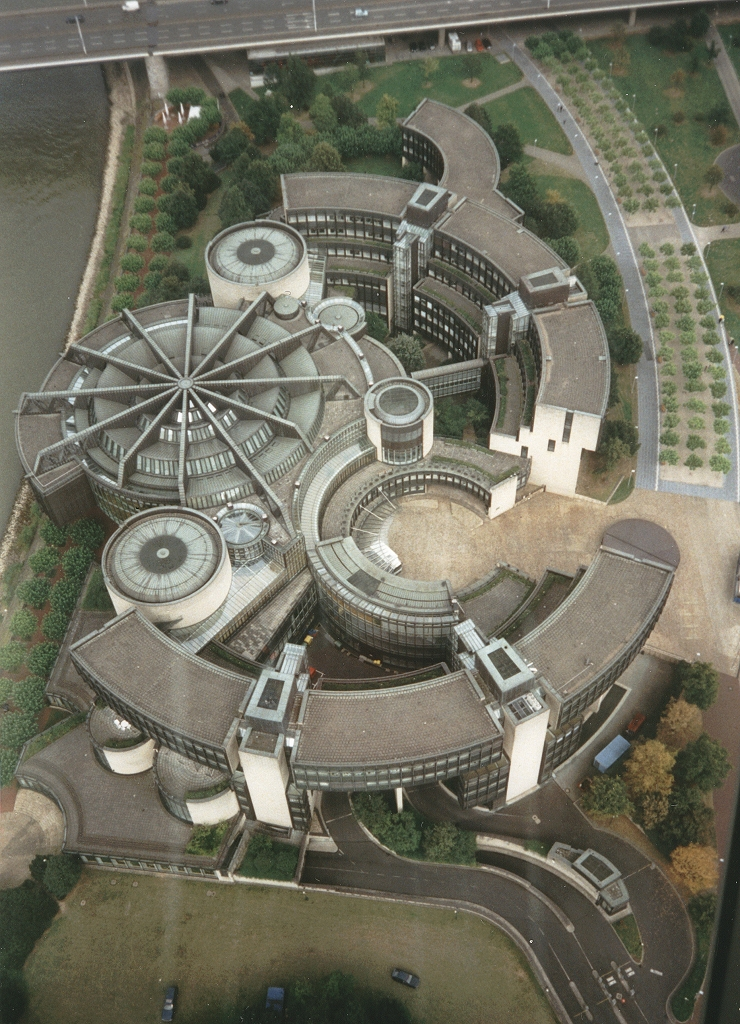
州議会議事堂（デュッセルドルフ）

第17回ノルトライン＝ヴェストファーレン州議会選挙は2017年5月14日におこなわれた。今回の選挙における「得票率／獲得議席数(前回2012年選挙からの増減)／議席占有率」は以下の通りである。なお、定数は199議席に増えている。この州議会選挙において、2010年以来ノルトライン＝ヴェストファーレン州で連立政権を組んでいたドイツ社会民主党 (SPD) と同盟90/緑の党は共に大きく票を減らして過半数を失った。選挙開票の最終結果によると、第2投票で33.0%を獲得したキリスト教民主同盟 (CDU) が州議会第1党になった。しかしながら、今回州議会選挙でキリスト教民主同盟 (CDU) の獲得した33,0 % という得票率は、前回の2012年選挙よりも得票率を6.7％積み増しているが、ノルトライン＝ヴェストファーレン州キリスト教民主同盟 (CDU) の歴史において2番目に悪い数値であった。ハンネローレ・クラフト州首相に率いられたドイツ社会民主党 (SPD) は得票率を7.9%も落とし大敗を喫した。ドイツ社会民主党 (SPD) が今回獲得した31.2%という得票率は1947年に始まったノルトライン＝ヴェストファーレン州議会選挙における最低記録であった。自由民主党 (FDP) は前回を4.0%も上回る12.6%という２ケタの投票率を獲得した。この数値はノルトライン＝ヴェストファーレン州自由民主党 (FDP) の歴史においても最上の選挙結果でもあった。2012年選挙で州議会での議席を失った左翼党は、得票率4.9%に終わり、阻止条項 (5%) を突破できず州議会の議席を獲得出来なかった。今回の州議会選挙で同盟90/緑の党は得票率を大きく落としたが（4.9%減）、阻止条項 (5%) を越える6.4%を獲得して、州議会で議席を守ることは出来た。新興の右派政党ドイツのための選択肢 (AfD) は同盟90/緑の党を越える7.4 %を獲得して、州議会に初めて議席を持つことになった。前回州議会選挙で20議席を得たドイツ海賊党は得票率が1.0%に終わり、議席を失った。
- ドイツキリスト教民主同盟 (CDU) 33.0%／72議席(+5)／36.2%
- ドイツ社会民主党 (SPD) 31.2%／69議席(-30)／34.7%
- 自由民主党 (FDP) 12.6%／28議席(+6)／14.1%
- ドイツのための選択肢 (AfD) 7.4%／16議席(+16)／8.0%
- 同盟90/緑の党 (GRÜNE) 6.4%／14議席(-15)／7.0%

――――――――――――――――――――――――――――――――――
- 左翼党 (Linke) 4.9%／0議席(±0)／0%
- ドイツ海賊党 (Piraten) 1.0%／0議席(-20)／0%

### 歴代州首相
- 1946年-1947年: ルドルフ・アメルンクセン (Rudolf Amelunxen)、ZENTRUM（占領軍総司令部選任）
- 1947年-1956年: カール・アルノルト (Karl Arnold), CDU
- 1956年-1958年: フリッツ・シュタインホフ (Fritz Steinhoff), SPD
- 1958年-1966年: フランツ・マイヤース (Franz Meyers), CDU
- 1966年-1978年: ハインツ・キューン (Heinz Kühn), SPD
- 1978年-1998年: ヨハネス・ラウ, SPD
- 1998年-2002年: ヴォルフガング・クレメント, SPD
- 2002年-2005年: ペール・シュタインブリュック, SPD
- 2005年-2010年: ユルゲン・リュットガース, CDU
- 2010年-2017年 : ハンネローレ・クラフト, SPD
- 2017年-2021年 : アルミン・ラシェット, CDU
- 2021年- : ヘンドリック・ブスト, CDU

## 地方行政
ノルトライン＝ヴェストファーレン州政府は、州内を5つの行政管区（Regierungsbezirk, 県とも訳される）に分けて、その地域で州の権限に属する職務を執行すると共に、域内の地方自治体の活動を監督する。これらの行政管区は自治体ではなく、議会をもたない行政官庁である。2012年までに3つに減少させる計画が、2005年に立てられたが反対論も多く、2008年に撤回された。
地方自治体は、広域自治体の郡（Kreis, クライス）と基礎自治体の市町村（Gemeinde, ゲマインデ）の2層構造をとる。この場合の市町村は、市と町と村の総称ではなく、日本の市町村に相当する地方公共団体の意味である。市町村は396あるが、そのうち23都市は郡に属さない独立市で、郡の事務とされている事項をも自ら取り扱う。したがって、郡独立市のみは1層構造となる。郡は31ある。

### 行政管区
- アルンスベルク行政管区 (Regierungsbezirk Arnsberg)
- デトモルト行政管区 (Regierungsbezirk Detmold)
- デュッセルドルフ行政管区 (Regierungsbezirk Düsseldorf)
- ケルン行政管区 (Regierungsbezirk Köln)
- ミュンスター行政管区 (Regierungsbezirk Münster)

### 郡
郡と郡庁所在地。冒頭の数字は、区分地図の数字に符合する。
1. アーヘン郡 (Kreis Aachen) - アーヘン
2. ボルケン郡 (Kreis Borken) - ボルケン
3. コースフェルト郡 (Kreis Coesfeld) - コースフェルト
4. デューレン郡 (Kreis Düren) - デューレン
5. エネペ＝ルール郡 (Ennepe-Ruhr-Kreis) - シュヴェルン
6. ライン＝エルフト郡 (Rhein-Erft-Kreis) - ベルクハイム
7. オイスキルヒェン郡 (Kreis Euskirchen) - オイスキルヒェン
8. ギュータースロー郡 (Kreis Gütersloh) - ギュータースロー
9. ハインスベルク郡 (Kreis Heinsberg) - ハインスベルク
10. ヘルフォルト郡 (Kreis Herford) - ヘルフォルト
11. ホーホザウアーラント郡 (Hochsauerlandkreis) - メシェデ
12. ヘクスター郡 (Kreis Höxter) - ヘクスター
13. クレーヴェ郡 (Kreis Kleve) - クレーヴェ
14. リッペ郡 (Kreis Lippe) - デトモルト
15. メルキシャー郡 (Märkischer Kreis) - リューデンシャイト
16. メットマン郡 (Kreis Mettmann) - メットマン
17. ミンデン＝リュベッケ郡 (Kreis Minden-Lübbecke) - ミンデン
18. ライン・ノイス郡 (Rhein-Kreis Neuss) - ノイス
19. オーバーベルギッシャー郡 (Oberbergischer Kreis) - グンマースバッハ
20. オルペ郡 (Kreis Olpe) - オルペ
21. パーダーボルン郡 (Kreis Paderborn) - パーダーボルン
22. レックリングハウゼン郡 (Kreis Recklinghausen) - レックリングハウゼン
23. ライニッシュ＝ベルギッシャー郡 (Rheinisch-Bergischer Kreis) - ベルギッシュ・グラートバッハ
24. ライン＝ジーク郡 (Rhein-Sieg-Kreis) - ジークブルク
25. ジーゲン＝ヴィトゲンシュタイン郡 (Kreis Siegen-Wittgenstein) - ジーゲン
26. ゾースト郡 (Kreis Soest) - ゾースト
27. シュタインフルト郡 (Kreis Steinfurt) - シュタインフルト
28. ウンナ郡 (Kreis Unna) - ウンナ
29. フィールゼン郡 (Kreis Viersen) - フィールゼン
30. ヴァーレンドルフ郡 (Kreis Warendorf) - ヴァーレンドルフ
31. ヴェーゼル郡 (Kreis Wesel) - ヴェーゼル

### 独立市
1. アーヘン (Aachen)
2. ビーレフェルト (Bielefeld)
3. ボーフム (Bochum)
4. ボン (Bonn)
5. ボトロップ (Bottrop)
6. ドルトムント (Dortmund)
7. デュースブルク (Duisburg)
8. デュッセルドルフ (Düsseldorf)
9. エッセン (Essen)
10. ゲルゼンキルヒェン (Gelsenkirchen)
11. ハーゲン (Hagen)
12. ハム (Hamm)
13. ヘルネ (Herne)
14. ケルン (Köln)
15. クレーフェルト (Krefeld)
16. レーヴァークーゼン (Leverkusen)
17. メンヒェングラートバッハ (Mönchengladbach)
18. ミュールハイム・アン・デア・ルール (Mülheim an der Ruhr)
19. ミュンスター (Münster)
20. オーバーハウゼン (Oberhausen)
21. レムシャイト (Remscheid)
22. ゾーリンゲン (Solingen)
23. ヴッパータール (Wuppertal)

## 広域連合
郡と独立市は、さまざまな自治体連合団体を結成し、特定の行政運営を共同で行う。
- 地方連合 (Landschaftsverband)
  - ラインラント地方連合
  - ヴェストファーレン＝リッペ地方連合
- 地域連合 (Regionalverband)
  - ルール地域連合 (RVR)
- 運輸連合 (Verkehrsverbund) - 域内の公共交通機関を共同運営する。
  - ライン＝ルール運輸連合 (VRR)
  - ライン＝ジーク運輸連合 (VRS)

## シンボル

州の紋章
州旗
州政府旗

紋章は、左右と下部に3分割されている。向かって左にはラインラントのシンボルとして、緑地に白いライン川が描かれる。向かって右にはヴェストファーレンのシンボルとして、赤地に跳躍する白馬が描かれる。この白馬は、ニーダーザクセン州と同じく、中世初期のザクセン大公ヴィドゥキントの伝説の白馬であると一般に説明される。下側には、リッペのシンボルとして、赤いバラが描かれる。それぞれ公国以来の古い伝統を持ち、とくにリッペの紋章は州の紋章としては最古。
州の旗は、緑、白、赤の3色横縞旗。これは、旧ラインラント州の旗に使われていた緑と白に、旧ヴェストファーレン州の旗に使われていた赤と白とを組み合わせてデザインされた。州政府庁舎などで使用される旗には、中央に州の紋章が描かれる。

## 宗教

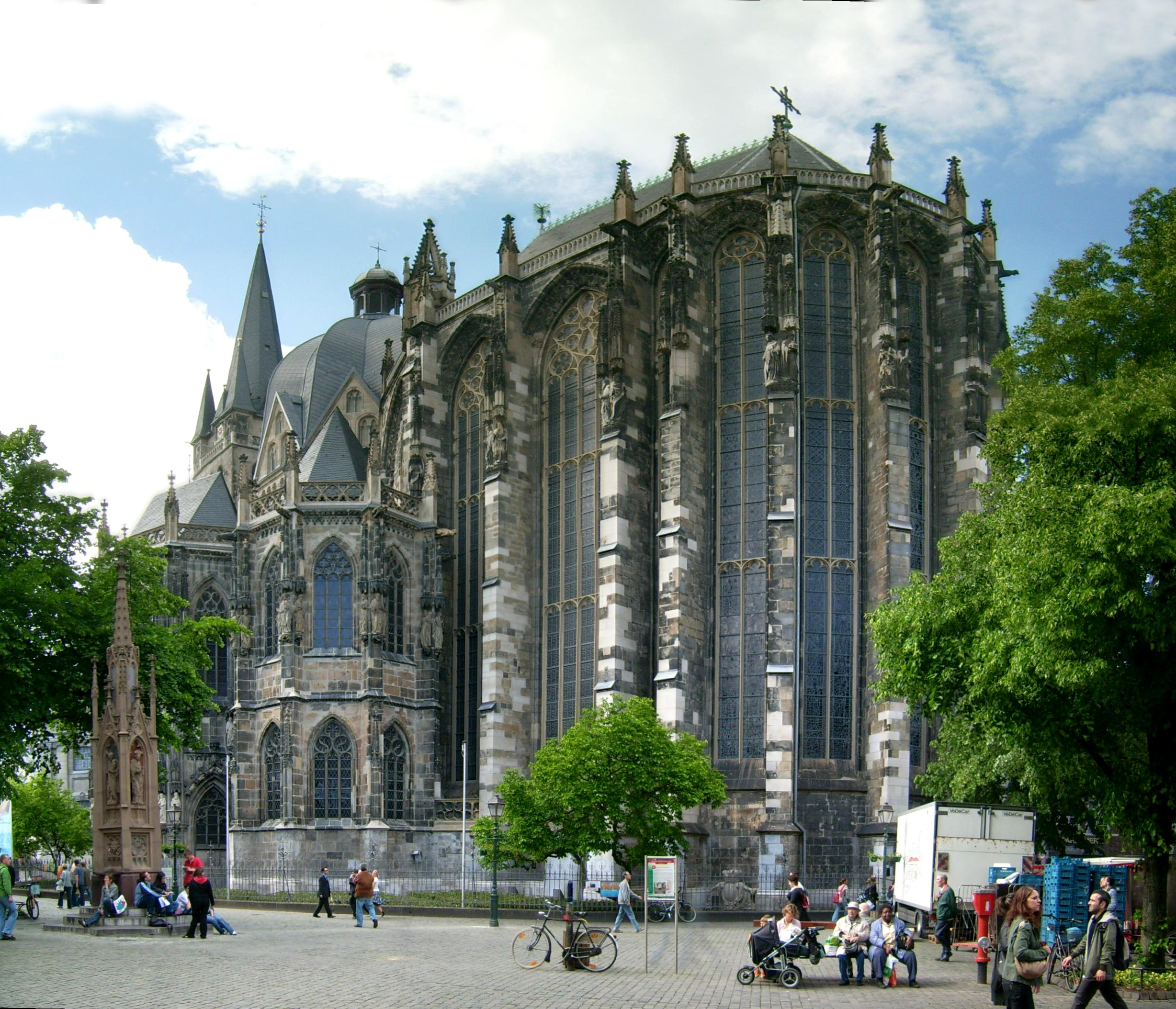
ローマ・カトリック教会
アーヘン大聖堂

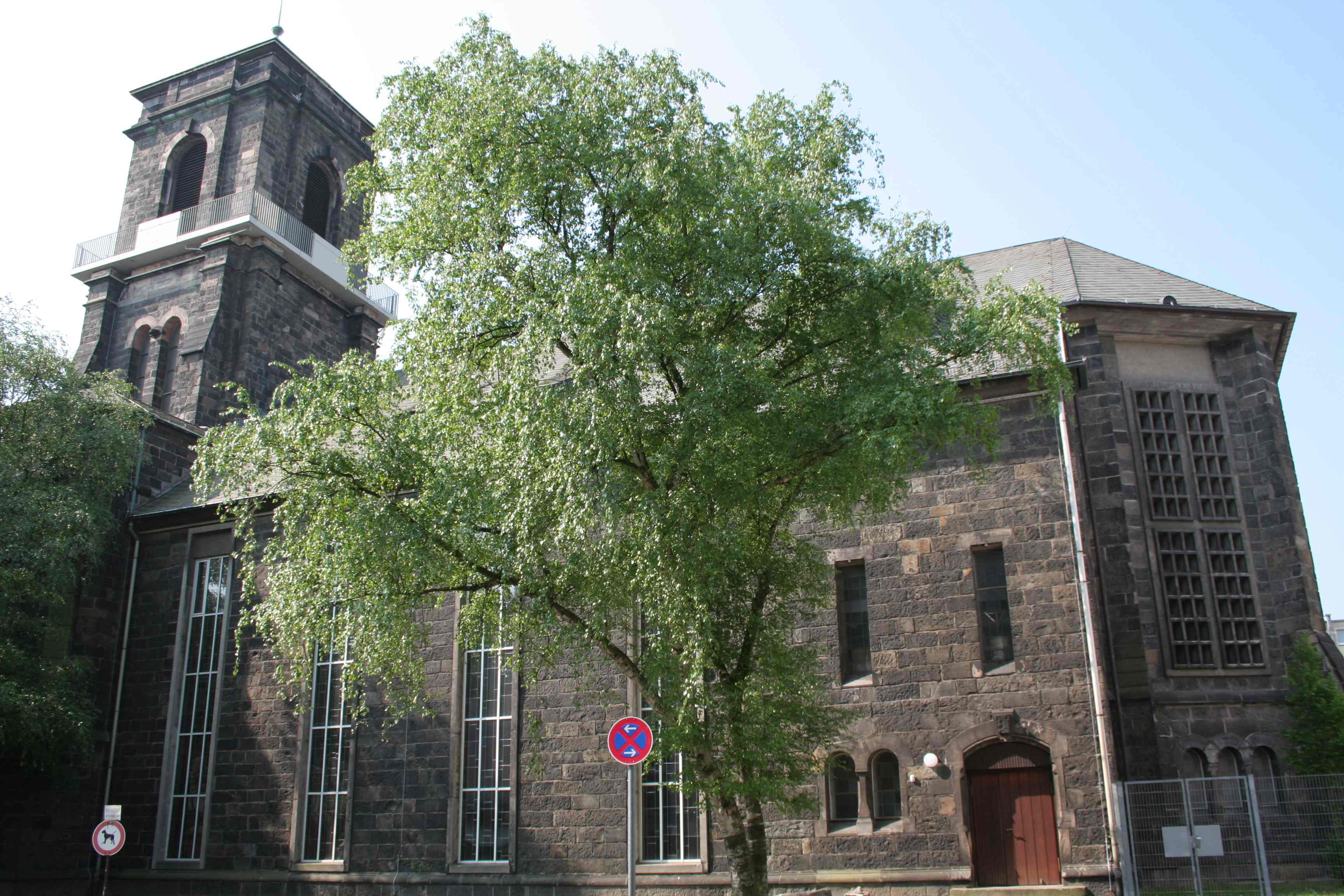
告白教会の中心的存在だった
バルメン-ゲマルケ教会（ヴッパータール）

ノルトライン・ヴェストファーレン州住民の約42.2 %はローマ・カトリック教会に属しているキリスト教徒である。約28.4 %の住民が福音主義教会信徒である。 ノルトライン・ヴェストファーレン州にはラインラント福音主義教会、ヴェストファーレン福音主義教会、リッペ州教会の3つの州教会があり、いずれもドイツ福音主義教会 (EKD) に加盟している。約23.8%の州住民は無宗教である。ドイツ福音主義教会 (EKD) に属していない自由教会等には、約1.0 %の州住民が属している。正教会には約0.5 %の住民が属している。非キリスト教徒として一番大きな集団はイスラム教徒であり、州住民の約2.8%が属している。仏教、ヒンドゥー教等の東方系宗教に州住民の約0.2%が属している。ユダヤ教徒は約0.2%、新宗教に約1.0%の州住民が属している。
| 教派                             | 住民比率 | 注記                                                                                        |
| -------------------------------- | -------- | ------------------------------------------------------------------------------------------- |
| ローマ・カトリック教会           | 42.2 %   | ケルン大司教区、アーヘン司教区、 エッセン司教区、ミュンスター司教区、パーダーボルン大司教区 |
| ドイツ福音主義教会               | 28.4 %   | ラインラント福音主義教会、ヴェストファーレン福音主義教会、リッペ州教会                      |
| 無宗教                           | 23.8 %   | 無宗教、不可知論者、所属教派の無き各種信仰者                                                |
| イスラム教徒                     | 2.8 %    | 活動しているイスラム共同体成員                                                              |
| 正教会                           | 0.5 %    | 正教会信徒                                                                                  |
| 自由教会                         | 1.0 %    | 新使徒教会信徒約0.5 %を含む                                                                 |
| 東方系宗教                       | 0.2 %    | 仏教、ヒンドゥー教信徒                                                                      |
| ユダヤ教                         | 0.2 %    |                                                                                             |
| 新宗教                           | 1.0 %    |                                                                                             |
| Quelle: Ruhr-Universität Bochum. |          |                                                                                             |